# Metil kation

Metil kation (CH_{3}^{+})

A metil kation vagy más néven metiliumion pozitív töltésű ion (kation), képlete CH+3. Szerkezetét le lehet vezetni egy metiléngyök (:CH2) és egy proton egyesülésével, vagy egy metilgyökből (•CH3) egy elektron eltávolításával. A metil kation a legegyszerűbb szén kation (karbokation), a legegyszerűbb karbóniumion és a legegyszerűbb éniumion.

## Szerkezete
A metil kationban az atomok egy síkban vagy majdnem egy síkban vannak, a szerkezetnek háromfogású szimmetriatengelye van.

## Előállítása és reakciói
Kis nyomású tömegspektrometriás vizsgálatok céljából a metilgyök ultraibolya sugárzás hatására bekövetkező fotoionizációjával, vagy semleges metánmolekula egyatomos kationnal, például C+ és Kr+ ionokkal történő ütközése révén állítható elő. Ilyen körülmények között acetonitrillel (CH3CN) a (CH3)2CN+ ion keletkezése közben reagál.
A metilkation rendkívül reakcióképes, még az alkánokkal szemben is. Ha kis energiájú (1 eV-nál alacsonyabb energiájú) elektront fog be, spontán disszociálódik.

## Fordítás
Ez a szócikk részben vagy egészben  a   Methenium című angol Wikipédia-szócikk ezen változatának fordításán alapul.  Az eredeti cikk szerkesztőit annak laptörténete sorolja fel. Ez a jelzés csupán a megfogalmazás eredetét és a szerzői jogokat jelzi, nem szolgál a cikkben szereplő információk forrásmegjelöléseként.